# Santa Maria de Martorelles
Santa Maria de Martorelles – gmina w Hiszpanii, w prowincji Barcelona, w Katalonii, o powierzchni 4,49 km². W 2011 roku gmina liczyła 865 mieszkańców,  w 2014 r. wynosiła 851.